# Pavel Dobrý
Pavel Dobrý (1 de febrero de 1976 en Klatovy, Checoslovaquia) es un futbolista profesional checo. Es diestro y juega de delantero en el Dinamo Dresde de la 3. Liga de Alemania.

## Trayectoria
Pavel Dobrý comenzó su carrera en el Viktoria de Pilsen de la primera división checa, donde anotó un gol en nueve encuentros. Tras el descenso del Viktoria de Pilsen, Dobrý probó fortuna en equipos de divisiones inferiores del fútbol alemán: en 1999 jugó en el FC Lausitz Hoyerswerda; en 2001 en el 1. FC Magdeburg; en 2002 en el SC Paderborn 07; finalmente, en la temporada 2004/05, Dobrý recaló en el Holstein Kiel, con quienes jugó 101 partidos de Regionalliga en los que marcó 32 goles. En la temporada 2007/08 fichó por el Dinamo Dresde, convirtiéndose pronto en su goleador más importante, a pesar de estar durante bastante tiempo lastrado por problemas en la rodilla.

## Clubes
| Club                   | País            | Año         | Partidos | Goles |
| ---------------------- | --------------- | ----------- | -------- | ----- |
| FC Viktoria Plzeň      | República Checa | 1998 - 1999 | 9        | 1     |
| FC Lausitz Hoyerswerda | Alemania        | 1999 - 2001 | 30       | 18    |
| 1. FC Magdeburg        | Alemania        | 2001 - 2002 | 34       | 14    |
| SC Paderborn 07        | Alemania        | 2002 - 2004 | 62       | 13    |
| Holstein Kiel          | Alemania        | 2004 - 2007 | 101      | 32    |
| Dinamo Dresde          | Alemania        | 2007 - 2010 | 94       | 23    |
| Chemnitzer FC          | Alemania        | 2010 - 2012 | 65       | 12    |
| Heidenauer SV          | Alemania        | 2012 -      | 29       | 11    |